# Luyksgestel
Luyksgestel is een dorp dat deel uitmaakt van de gemeente Bergeijk, in de Nederlandse provincie Noord-Brabant. Het dorp is gelegen in regio de Kempen en is een van de Zeven Heerlijkheden. Op 1 januari 2023 had deze kern 3.770 inwoners.

## Geschiedenis
Luyksgestel dankt zijn naam aan het feit dat het eertijds een enclave binnen de Meierij van 's-Hertogenbosch was die deel uitmaakte van het prinsbisdom Luik. Het heeft dus niet tot de Republiek der Verenigde Nederlanden behoord en er stond dan ook een grenskerk, die de Heikerk werd genoemd, en waar van 1648 tot 1672 de Bergeijkse katholieken konden kerken.

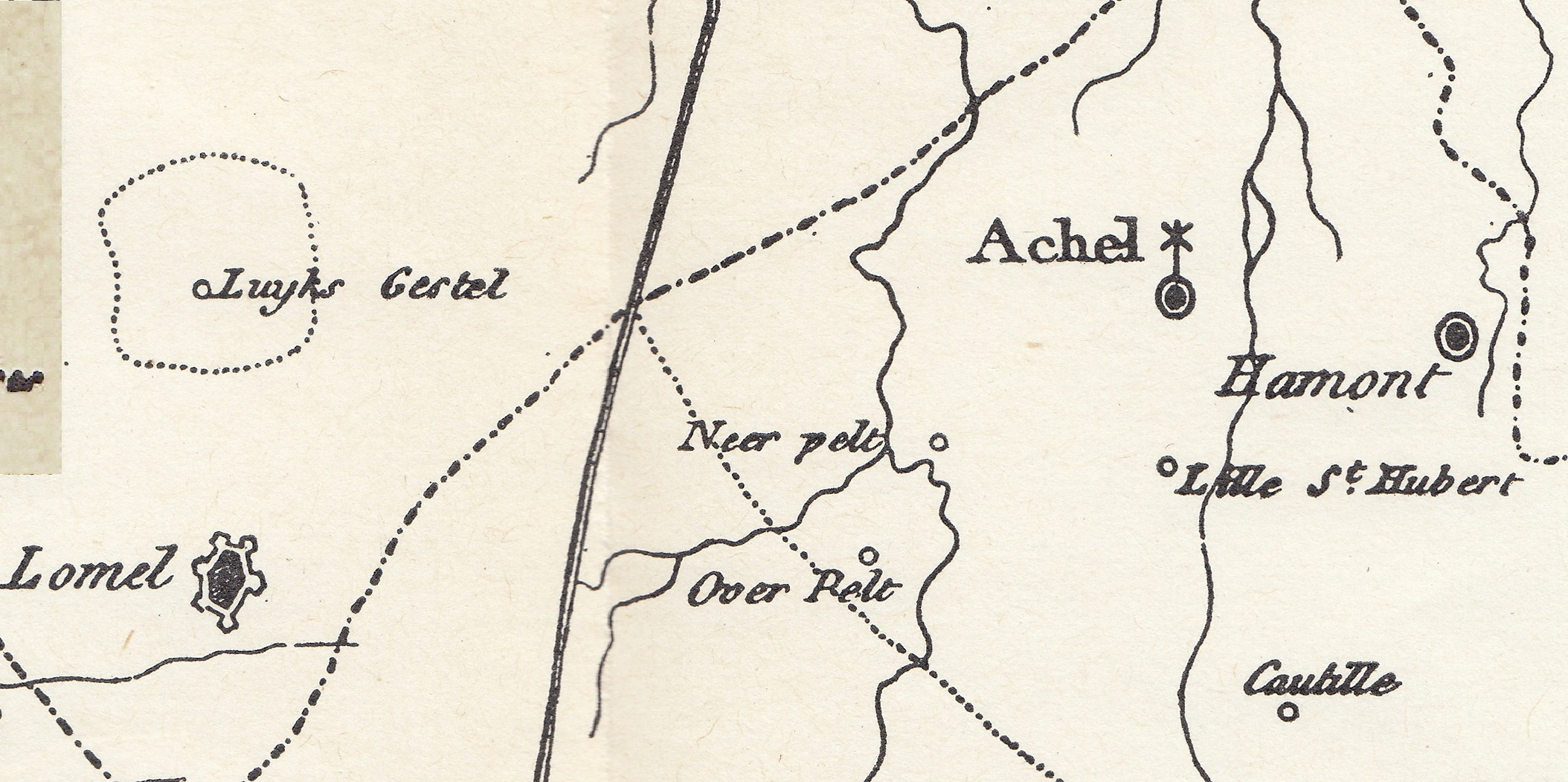
Detail van een kaart van Nedermaas met Luyksgestel, Achel en Lommel

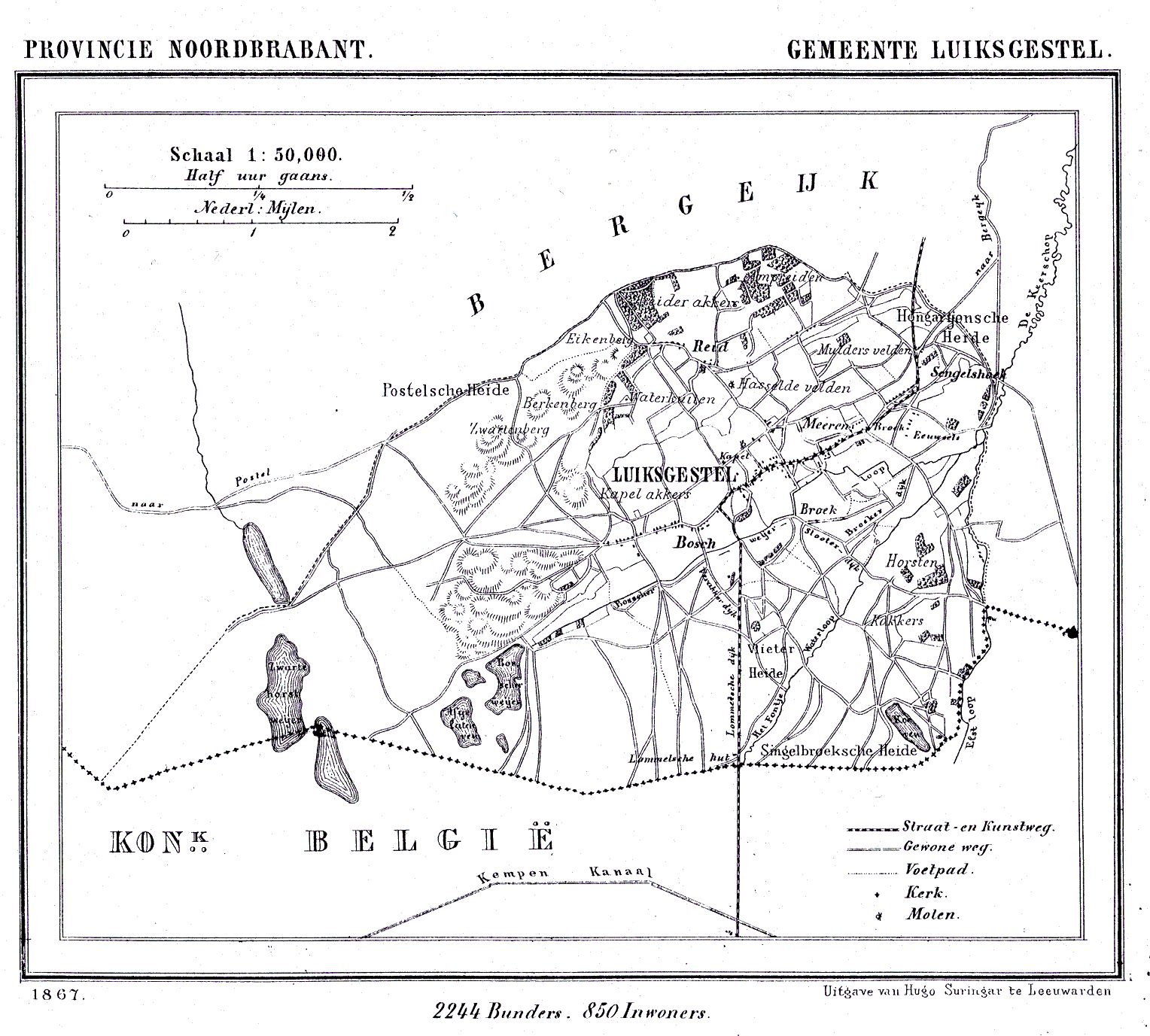
Kaart van Luiksgestel (H. Suringar, 1867)

In de Franse Tijd (1794-1814) bleef de enclave aanvankelijk gehandhaafd, nu als Franse gemeente deel uitmakend van het departement Nedermaas, en daarbinnen behorend tot het arrondissement Roermond (kanton Achel). Bij het Verdrag van Fontainebleau eind 1807 ruilden het Eerste Franse Keizerrijk en het Koninkrijk Holland een deel van Luyksgestel met Lommel. Dit deel behoorde toen korte tijd tot het Hollandse departement Brabant. Bij de opheffing van het Koninkrijk Holland in 1810 ging het Hollandse deel van Luyksgestel over naar het Franse departement Monden van de Rijn (departement en kanton Eindhoven). Het andere deel bleef al die tijd bij Nedermaas behoren.
In het begin van de 19e eeuw werd Luyksgestel een zelfstandige gemeente. Tussen 1815 en 1819 hoorde Luyksgestel bij het arrondissement Turnhout in de provincie Antwerpen. In 1819 werd Luyksgestel met Lommel geruild, zodat Luyksgestel bij Noord-Brabant kwam en in 1830, bij de Belgische afscheiding, Nederlands werd, terwijl Lommel toen bij België ging horen.
In 1843 vond eveneens een merkwaardige ruil plaats, waarbij een spievormig deel van de Bergeijkse Heide bij België kwam. Deze spie eindigde bij de zogenaamde Steen der Zeven Heerlijkheden, waar zeven verschillende gebieden bij elkaar kwamen. Als tegenprestatie werd een rechthoekig deel van de Bladelse Heide bij Nederland gevoegd, en wel bij de gemeente Bergeijk, die daardoor een grillige omtrek zou krijgen. In Bladel werd dit de pechstrook genoemd, want dit was nu geen grensgemeente meer en liep daarmee heel wat douane-inkomsten mis.
De voormalige gemeente Luyksgestel werd in 1997 bij herindeling, samen met Riethoven en Westerhoven, opgenomen in de gemeente Bergeyk, die uiteindelijk Bergeijk zou heten.
In oorsprong is het dorp ontstaan als een dorp van landbouwers. Vanaf de 17e eeuw kende Luyksgestel ook reizende handelaars: de teuten. In de tweede helft van de 20e eeuw pendelden vele inwoners naar bedrijven in de wijde omgeving, terwijl ook het toerisme opkwam als bron van inkomsten.

## Etymologie
Gestel betekent hoog en droog gebied, terwijl Luyks betekent dat de plaats bezit was van het prinsbisdom Luik.

## Beschrijving
In een eerste kennismaking met Luyksgestel valt de kleine bewoonde dorpskern op met lintbebouwing aan de uitvalswegen. Het betreft de buurtschappen Boscheind, Rijt, en Sengelsbroek. Daaromheen vindt men de landbouwgronden. In het zuiden en zuidwesten zijn uitgestrekte bossen. In het Venakkerbos ten zuiden van Luyksgestel bevindt zich het hoogste natuurlijke punt van Noord-Brabant in het Venakkerbos. Dit is 44 meter hoog en ligt 100 meter ten noorden van grenspaal 191. De Gulbergen is met 75 meter hoger, maar is door mensenhanden gemaakt.

## Bezienswaardigheden

### Kerkelijke gebouwen
- De Heilig Kruiskapel aan de rand van het dorp is een fraai gelegen kapel uit 1727, waarin zich zowel oude als moderne kunst bevindt. De kapel is nog altijd in gebruik voor godsdienstoefeningen en als doop- en trouwlocatie.
- De kapel wordt omgeven door een tuin waarin zich een openluchtaltaar bevindt zodat daar openluchtmissen kunnen worden gehouden. Van daar uit is er ook een fraai uitzicht op de windmolen en de kerktoren van Luyksgestel.
- De Sint-Martinuskerk is een moderne kerk uit 1958, ontworpen door E. Nijsten. In het interieur van deze kerk zijn kunstschatten te vinden die deels uit de vroegere Heilig-Kruiskapel afkomstig zijn, zoals een houten kruisbeeld uit omstreeks 1500, een gepolychromeerd Mariabeeld uit 1650, afkomstig uit het Crijnskapelletje, beelden van Johannes en Elisabeth uit dezelfde tijd, een 16e-eeuwse piëta en een 18e-eeuwse gepolychromeerde beeldengroep van Sint-Maarten. Voorts een houten preekstoel uit 1843, die van 1958-1983 in de Sint-Janskathedraal van 's-Hertogenbosch heeft gestaan.
- Naast de kerk bevindt zich de pastorie, die boven de ingang een beeld van de Heilige Agnes heeft.
- De Sint-Martinustoren van de in 1958 gesloopte kerk is blijven staan in de nabijheid van de moderne kerk. De kerk was na de brand van 1840 herbouwd en men vermoedde niet dat deze nog gotische resten zou bevatten. De 15e-eeuwse toren in Kempense gotiek heeft vier geledingen. Ze is voorzien van een traptorentje. De funderingen van de vroegere kerk zijn in de bestrating zichtbaar gemaakt. Opgravingen hebben resten aan het licht gebracht van de voorganger(s) van de gotische kerk: een vroegmiddeleeuws houten zaalkerkje.
- Het Crijnskapelletje of Kleine Kapel, is een 18e-eeuws kapelletje dat is gebouwd door het echtpaar Krijten dat, naar verluidt, de wens om een kind te krijgen verhoord zag. Vermoedelijk echter is hier een kind te vondeling gelegd. Dit zou in 1771 gebeurd zijn. Het is een bakstenen gebouwtje met zadeldak. Erachter staat een oude linde.
- Van het voormalige Sint-Luciaklooster aan de Kerkstraat, nu een bejaardentehuis, is onder meer de kapel en een deel van de binnentuin bewaard gebleven. In de binnentuin bevindt zich nog een Lourdesgrot.

### Wereldlijke gebouwen

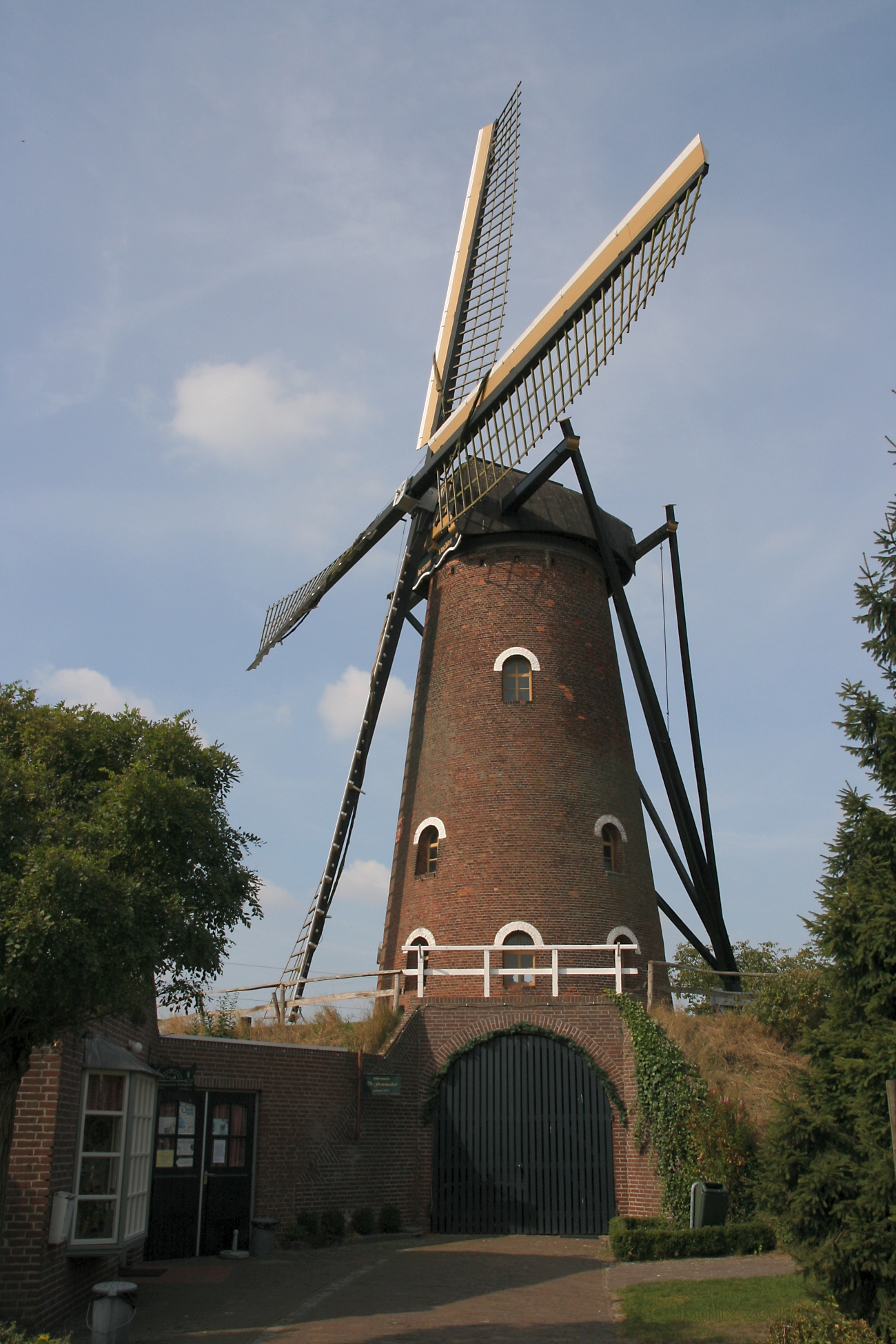
Molen De Grenswachter te Luyksgestel

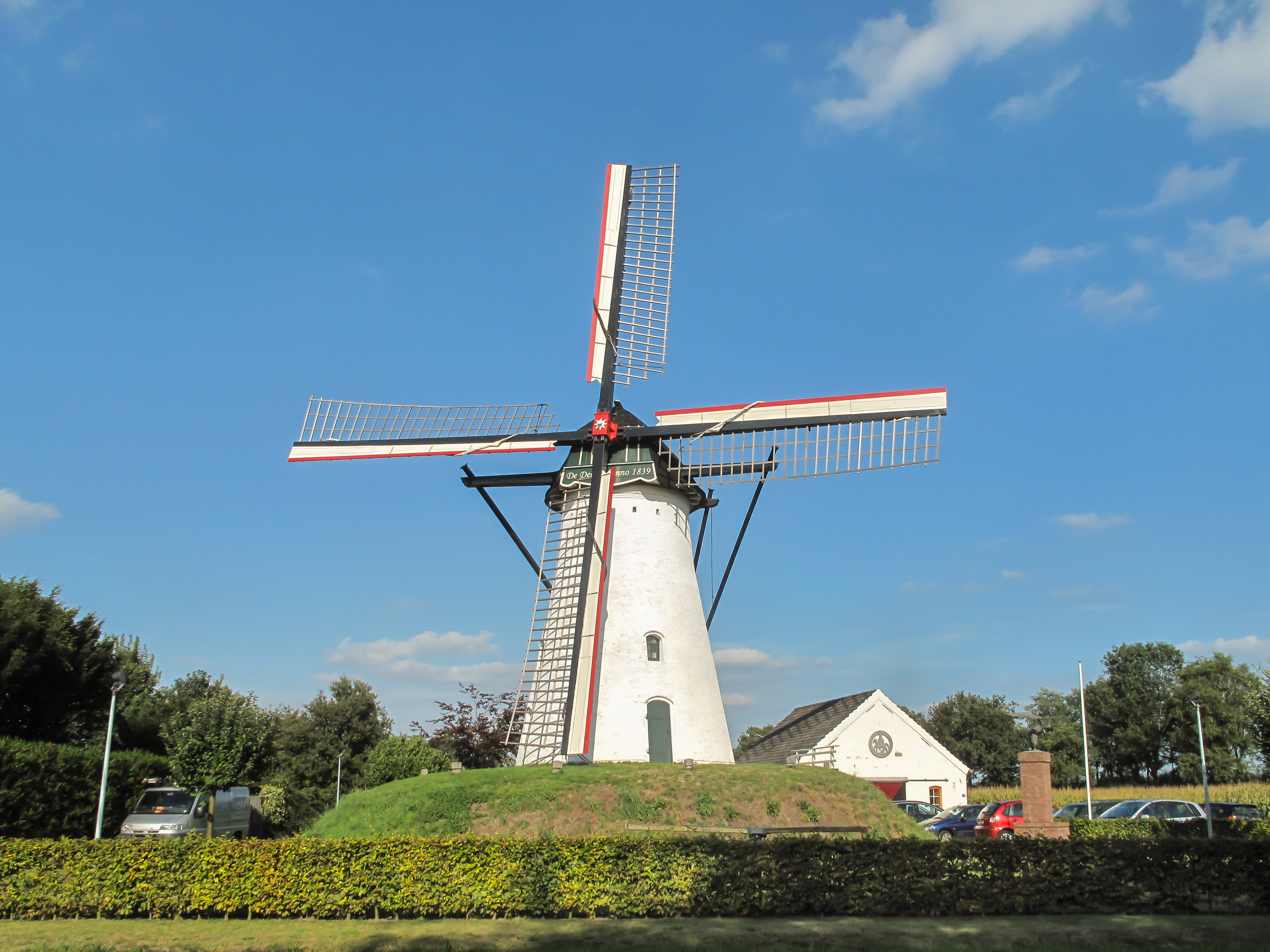
Luyksgestel, windkorenmolen De Deen

- Huis Raveschot, Dorpsstraat 37, is een versterkte woning uit 1797 die als refugehuis werd gebruikt. Dit huis is meerdere malen verbouwd. Raveschot, een adellijke prelaat, heeft hier gewoond, en zijn wapen siert een gevelsteen.

### Windmolens
- Windmolen De Grenswachter
- Windmolen De Deen, een molen die in 2011 gerestaureerd is.

### Musea
Het Bakkerijmuseum ligt vast aan korenmolen De Grenswachter. Hier zijn oude bakkerijmachines en andere voorwerpen te vinden en wordt uiteraard ook nog brood op ouderwetse manier gebakken. Museumbezoek wordt gecombineerd met een bezichtiging van de korenmolen.

### Theater
Te midden van een omvangrijk bosgebied, dat aansluiting vindt op een ruim 1000 ha groot bos- en heidegebied van boswachterij De Kempen, ligt, vlak bij de grens met België, het op een na oudste openluchttheater van de provincie Noord-Brabant:
De Hunnebergen. Dit is in 1930 aangelegd. De naam is een verbastering van het Drentse (en Deense) woord hunebed.

### Openbare kunst
- De Koperteut, een bronzen beeldje, vervaardigd door Peter Roovers en geplaatst in 1972.
- De Kraaienpoot , vervaardigd door Jan van den Dungen - Ad Wouters , een beeldje dat herinnert aan de episode waarin velen leefden van smokkel. Kraaienpoten werden door de smokkelaars op de weg gestrooid om de banden van de achtervolgende douaniers lek te prikken [1985].
- Communicatie, bronzen beeldje in de Binnentuin van het Zorgcentrum Lucia, in de Kerkstraat, vervaardigd door Frans Roijmans en onthuld op 13 mei 1993. Het stelt twee communicerende vogels voor.

## Natuur en landschap
Het Kempische Luyksgestel ligt aan de bovenloop van de Keersop, die ontstaat uit de samenkomst van tal van riviertjes. Ten noorden van het dorp loopt de Zoeferloop, en ten zuiden lopen de Bosscherwijerloop, de Fortjeswaterloop en de Elsenloop. Ten zuidwesten van het dorp liggen uitgestrekte naaldbossen. Het hoogste natuurlijke punt van Noord-Brabant bevindt zich in Luyksgestel aan het "Fietspad Zonder Grenzen" bij de grensovergang Luyksgestel-Lommel. De Gemeentebossen zijn 358 hectare groot en herbergen ook stukken heidegebied, zoals de Stevensbergen, waar ook nog wat stuifzand is te vinden. Ook dit gebied claimt het hoogste punt van Noord-Brabant te zijn, maar ligt met 43,7 meter juist iets lager dan de 44 meter in het nabijgelegen Venakkerbos. In dit Venakkerbos bevindt zich ook het Zwartven.
Tal van wandel- en fietstochten zijn vanuit Luyksgestel uitgezet in bovenstaande gebieden en de aangrenzende boswachterij De Kempen.

## Geboren
- Twan Tak (1942-2023), hoogleraar
- Peter van Heeswijk (1962), politicus
- Harm van Veldhoven (1962), profvoetballer en trainer
- Dirk Bellemakers (1984), wielrenner
- Rudi van Houts (1984), mountainbiker
- Harrie Lavreysen (1997), wielrenner

## Nabijgelegen kernen
- Weebosch
- Lommel
- Loo